# Scopula manes
Scopula manes är en fjärilsart som beskrevs av Alexander Michailovitsch Djakonov 1936. Scopula manes ingår i släktet Scopula och familjen mätare. Inga underarter finns listade.